# Креців
Кре́ців (пол. Kreców) — давнє українське село в Польщі, у гміні Тирява-Волоська Сяноцького повіту Підкарпатського воєводства.
Населення — 8 осіб (2011).

## Назва
У 1977-1981 рр. село в ході кампанії ліквідації українських назв село було перейменовано на Сади (пол. Sady).

## Розташування
Село розташовується в Солених Горах.

## Історія
До 1772 р. село входило до Сяніцької землі Руське воєводства.
У 1772-1918 рр. — у складі Австро-Угорської монархії, Королівство Галичини та Володимирії. У 1880 році село належало до Добромильського повіту, у селі нараховувалось 424 мешканці та 100 мешканців у фільварку (майже всі греко-католики, за винятком кількох римо-католиків), місцева греко-католицька парафія належала до Ліського деканату Перемишльської єпархії.
У 1919-1939 рр. — у складі Польщі. Село належало до Добромильського повіту Львівського воєводства, в 1934-1939 рр. — у складі ґміни Кузьміна. На 1 січня 1939-го в селі з 740 жителів було 650 українців-грекокатоликів, 20 українців-римокатоликів, 40 поляків і 30 євреїв.
12 вересня 1939 року німці окупували село, однак уже 26 вересня 1939 року мусіли відступити з правобережної частини Сяну, оскільки за пактом Ріббентропа-Молотова правобережжя Сяну належало до радянської зони впливу. 27.11.1939 постановою Верховної Ради УРСР село включене до новоутвореної Дрогобицької області у складі повіту. Територія ввійшла до складу утвореного 17.01.1940 Бірчанського району (районний центр — Бірча). Наприкінці червня 1941, з початком Радянсько-німецької війни, територія знову була окупована німцями, які винищили євреїв. У серпні 1944 року радянські війська знову оволоділи селом. В березні 1945 року, у рамках підготовки до підписання Радянсько-польського договору про державний кордон зі складу Дрогобицької області правобережжя Сяну включно з селом було передане до складу Польщі.
Українське населення було піддане етноциду — більшість виселена на територію СРСР в 1945-1946 рр. та 20-25 травня 1947 року під час Операції Вісла решта 205 осіб депортована на понімецькі землі, так що в селі не залишилося жодного жителя.
У 1975-1998 роках село належало до Кросненського воєводства.

## Церква
У 1784 р. в селі була зведена дерев’яна церква Богоявлення Господнього на місці попередньої. У 1936 р. парафія передана до Бірчанському деканату. В 1926 році розширена. Після виселення українців використовувалась під склад. У 1980 р. церква зруйнована польською владою в рамках акції «естетизації території».

## Демографія
Демографічна структура станом на 31 березня 2011 року:
|          | Загалом | Допрацездатний вік | Працездатний вік | Постпрацездатний вік |
| -------- | ------- | ------------------ | ---------------- | -------------------- |
| Чоловіки | 5       | 0                  | 5                | 0                    |
| Жінки    | 3       | 0                  | 3                | 0                    |
| Разом    | 8       | 0                  | 8                | 0                    |